# Kamo no Mabuchi
Kamo no Mabuchi (Hamamatsu, 24 aprile 1697 – 27 novembre 1769) è stato un poeta, filologo e filosofo giapponese del periodo Edo.

## Biografia
Nacque in una famiglia shintoista, nella quale il padre Okabe Masanobu (1653-1732) svolse l'attività di sacerdote a Kamo.
Mabuchi studiò dapprima i classici cinesi seguendo gli insegnamenti del maestro neoconfuciano Shundai Dazai (1680-1747).

Mabuchi lavorò ad Hamamatsu come amministratore di un albergo e contemporaneamente proseguì gli studi orientati allo spirito dell'antico Giappone; nel 1736 decise di trasferirsi a Kyoto presso la scuola filosofica e filologica di Kada no Azumamaro, uno dei maggiori rappresentanti del Kokugaku.
Nel 1738 si stabilì a Edo, dove, sotto la protezione dello shōgun Tokugawa Yoshimune, divenne consulente speciale per gli studi giapponesi e fondò un'accademia (Agatai).  Tra i suoi discepoli si può citare Motoori Norinaga.
Dal 1760 si dedicò a tempo pieno agli studi sull'antico spirito del Giappone.
Tra le sue opere si possono citare i commenti al Kojiki, al Man'yōshū, al Genji monogatari, ai Norito (preghiere shintoiste), ai Kagura (danza sacra shintoista) e a numerosi scritti della letteratura classica giapponese.
Si distinse anche per i suoi studi sullo shintoismo e per il lavoro intitolato Kokuikō ("Studio sul carattere nazionale", 1765), incentrato sulla religione giapponese e critico verso il buddhismo e il confucianesimo.
Nei suoi studi e nei suoi lavori Mabuchi svolse sia la funzione di critico e di filologo sia quella del promotore del Kokugaku ("studi antichi") e della iamatologia o wagakusha ("studi giapponesi"), che ebbero l'obiettivo di valorizzare la cultura giapponese, in un'epoca di profonda e vasta ammirazione per la cultura cinese.
Nei suoi scritti Kamo no Mabuchi pose la sua attenzione sulle transizioni e sui cambiamenti, criticando invece le categorie e le definizioni rigide del pensiero cinese. Inoltre esaltò la funzione della poesia di ispirare i comportamenti e la morale grazie alla sua capacità di esprimere le emozioni e i sentimenti.
La sua tomba si trova nel cimitero di Tokaiji a Shinagawa. Un museo si trova accanto alla casa dove è nato a Hamamatsu.